# Заозер'я (Вілейський район, В'язинська сільська рада)
Заозер'я (біл. вёска Завозер'е) — село в складі Вілейського району Мінської області, Білорусь. Село підпорядковане В'язинській сільській раді, розташоване в північній частині області.